# Susana Giménez
Susana Giménez, née María Susana Giménez Aubert le 29 janvier 1944 à Buenos Aires, Argentine, est une actrice et animatrice de télévision argentine.

## Filmographie
- En mi casa mando yo (1968)
- La novela de un joven pobre (1968)
- El gran robo (1968)
- Fuiste mía un verano (1969)
- Tiro de gracia (1969)
- Los mochileros (1970)
- El mundo es de los jóvenes (1970)
- Los neuróticos (1971)
- Así es Buenos Aires (1971)
- La buscona (1971)
- Todos los pecados del mundo (1972)
- He nacido en la ribera (1972)
- Vení conmigo (1972)
- La piel del amor (1973)
- La Mary (1974)
- Mi novia el... (1975)
- Tú me enloqueces (1976)
- Los hombres sólo piensan en eso (1976)
- La cuenta está saldada (1976)
- Basta de mujeres (1977)
- El macho (1977)
- Un toque diferente (1977)
- Yo también tengo fiaca (1978)
- Donde duermen dos... duermen tres (1979)
- El rey de los exhortos (1979)
- A los cirujanos se les va la mano (1980)
- Las mujeres son cosa de guapos (1981)
- Un terceto peculiar (1982)
- Me sobra un marido (1985)
- Esa maldita costilla (1999)
- Tetro (2009)

## Théâtre
- Las mariposas son libres (1971)
- La revista de oro (1974), junto a Jorge Porcel y Nélida Roca
- Hay una chica en mi sopa (1975-1976)
- La libélula (1977-1978)
- Oro y paja (1979)
- No rompas las olas (en Mar del Plata años 1980-1981)
- La revista de las súper estrellas (1982)
- Sexcitante (1983)
- La mujer del año (1983-1984-1985-1988)
- Sugar (1986-1987-1989)
- La inhundible Molly Brown (1991)